# Acrotomodes bola
Acrotomodes bola es una especie de polilla perteneciente a la familia Geometridae, descrita por primera vez por el entomólogo británico Herbert Druce en 1892 con distribución en Panamá. Tiene gran parecido con la especie de Ecuador Acrotomodes nigroapicata.

## Descripción
Es una polilla pequeña, con una envergadura de 2,5 cm. Las alas primarias y secundarias son de color uniforme similar marrón, las secundarias ligeramente más oscuras alrededor del margen exterior, ambas alas cruzadas por dos finas líneas onduladas marrones, el fleco marrón. La parte inferior de las alas es marrón rojiza, las primarias cruzadas desde el ápice hasta el margen interior por una línea marrón oscura. La cabeza, tórax, abdomen, antenas y patas de color grisáceo.